# Черни, Давид
Давид Че́рни (Черны) (чеш. David Černý; р. 15 декабря 1967, Прага) — один из наиболее известных современных чешских скульпторов, автор скандальных работ, сочетающих юмор, провокацию, социальную и политическую сатиру. Произведения Давида Черни часто вызывали резкую критику общественности, тем не менее ряд его работ, установленных в Праге, получил широкое признание и стал одной из ярких достопримечательностей чешской столицы.

## Биография и творчество
Давид Черни родился 15 декабря 1967 года в Праге в еврейской семье. В 1996 году он окончил Пражскую Академию искусств, архитектуры и дизайна.
Первой работой Черни, вызвавшей широкий общественный резонанс, стала покраска в розовый цвет советского танка ИС-2, установленного на площади Кинских в пражском Смихове в память об освобождении Праги Красной армией в 1945 году (см. Памятник советским воинам-освободителям в Праге). Эта акция состоялась в ночь с 27 на 28 апреля 1991 года. На крыше башни танка был установлен палец в виде фаллического жеста. По словам Давида Черни, его целью было высмеять символику советских военных памятников, трактуемую как угроза мирному населению силой. Советский танк в чешском сознании ассоциировался с танками на улицах Праги во время подавления Пражской весны 1968 г. и последующим «периодом советской оккупации» и уже не воспринимался как символ освобождения от фашизма. Тем не менее, акция Давида Черни была воспринята значительной частью общественности как оскорбление памяти воинов-освободителей Чехословакии в 1945 г. и вызвала бурю возмущения, а сам художник был арестован за хулиганство. После официального протеста российского правительства танку на площади Кинских был возвращён первоначальный вид. Однако пятнадцать депутатов парламента в знак протеста против ареста художника вновь перекрасили танк в розовый цвет. В конце концов, Давид Черни был освобождён, а танк сняли с пьедестала и перевезли в музей военной истории в Лешанах у Тынца-над-Сазавой. Позднее художник выступил с предложением установки в Праге розового танка в качестве постоянного памятника, однако под давлением премьер-министра Милоша Земана и российского посла Василия Яковлева, пражская мэрия отвергла этот проект. В результате розовый танк Давида Черни некоторое время экспонировался в небольшом курортном городке Лазне-Богданеч, где до 1990-х годов находились казармы советских войск, размещённых в Чехословакии.
Благодаря розовому танку Давид Черни получил широкую известность в Чехии. В дальнейшем его творчество неизменно вызывало повышенный интерес, а иногда и возмущение общественности. К наиболее известным работам Давида Черни принадлежит, например, скульптура «Конь» (1999), изображающая Святого Вацлава, сидящего на брюхе своего мёртвого коня, подвешенного за ноги, и высмеивающая тот пиетет, с которым пражане относятся к знаменитому памятнику работы Йозефа Мысльбека на Вацлавской площади. Первоначально скульптура «Конь» располагалась в нижнем конце Вацлавской площади, прямо противостоя своему прототипу, а в настоящее время она находится в пассаже «Люцерна» на Водичковой улице.
Другой яркой работой Давида Черни являются скульптуры гигантских младенцев, лазающих по Пражской телевизионной башне в Жижкове, благодаря которым телевизионная башня превратилась в один из наиболее популярных туристических объектов Праги.
Бурю возмущения консервативной общественности вызвала работа Давида Черни 2005 года под названием «Акула», представляющая фигуру связанного полуобнажённого Саддама Хусейна, плавающую в стеклянном аквариуме, наполненном жёлто-зелёным раствором формальдегида. Эта композиция завоевала специальный приз на Пражской биеннале 2005 года и являлась пародией на знаменитую работу Дэмьена Хёрста «Физическая невозможность смерти в сознании живущего». На демонстрацию «Акулы» Черни дважды налагался запрет: в Мидделкерке (Бельгия) и в Бельско-Бяла (Польша).
Среди прочих произведений Давида Черни выделяются:
- инсталляция «Кости» (1990) (гигантский череп и кости под памятником Сталину в Праге);
- скульптура «Quo vadis» (1990) («народный» автомобиль «Трабант» на человеческих ногах на Староместской площади);
- инсталляция «In God We Trust» (1991) (распятие на кресте из однодолларовых купюр);
- серия инсталляций «День убийств» в Лондоне (1992);
- нереализованный проект «Народ себе навсегда» (2002) (статуя огромного золотого онаниста, изрыгающего время от времени струи пара, которую планировалось установить на крыше Национального театра в Праге, пародия на слова «Народ себе», написанные над сценой Национального театра, который был построен за счёт средств, собранных по подписке со всей Чехии в XIX веке);
- логотип «Fuck the KSČM» (2002) — традиционный жест с отогнутым средним пальцем, который стилизован под кактус с острыми шипами, выражение протеста против участия во власти Коммунистической партии Чехии и Моравии;
- «Piss-Кирпичный завод Гергета», Прага (2004) — две бронзовые фигуры, писающие в воду и выводящие своими струями различные тексты, в том числе и по запросам зрителей;
- «Автобусная остановка» (2005) — настоящая остановка городского автобуса в Либереце, стилизованная под гигантский бронзовый стол, накрытый к обеду, под которым расположены места для пассажиров
- «Подвешенный человек» (скульптура Зигмунда Фрейда), висящего на одной руке на стальной мачте;
- инсталляция «Метаморфозы» (2007) в Шарлотте, Северная Каролина (человеческая голова из нержавеющей стали с бьющим изо рта фонтаном, постоянно трансформирующаяся и управляемая художником по Интернету)
- 2009 — Энтропа, сатира на наиболее распространённые стереотипы о странах Европы.
- 2010, май — Памятник Голему в Познани, Польша.
- 2014 — Голова Франца Кафки в Праге.

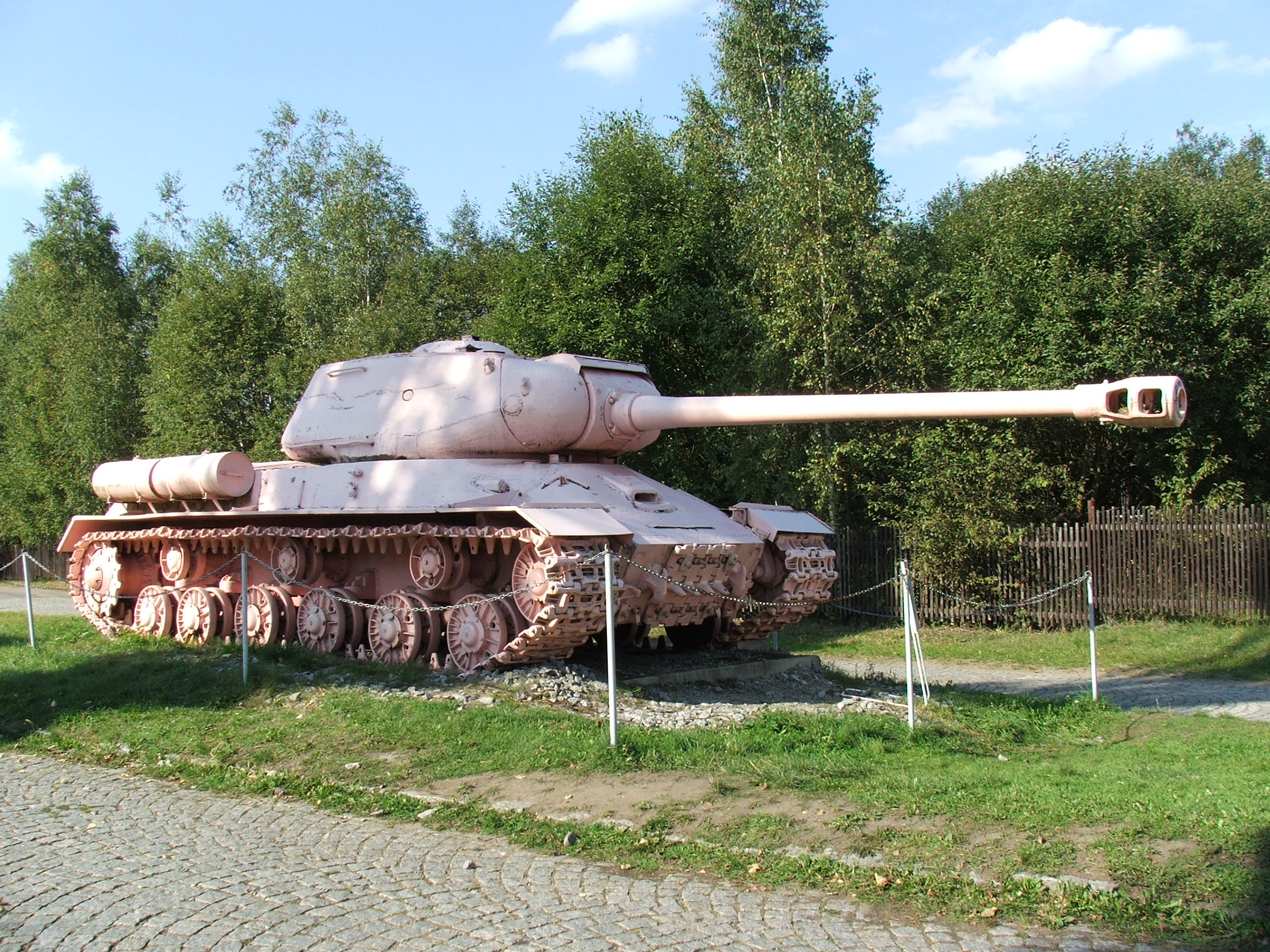
Розовый танк. 1991. Лешаны
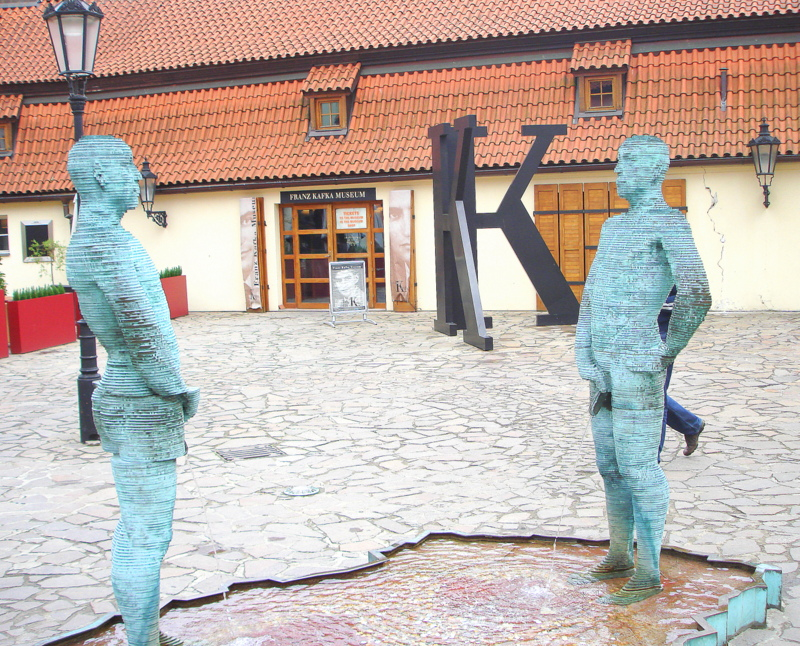
Фонтан у входа в музей Франца Кафки, Прага.
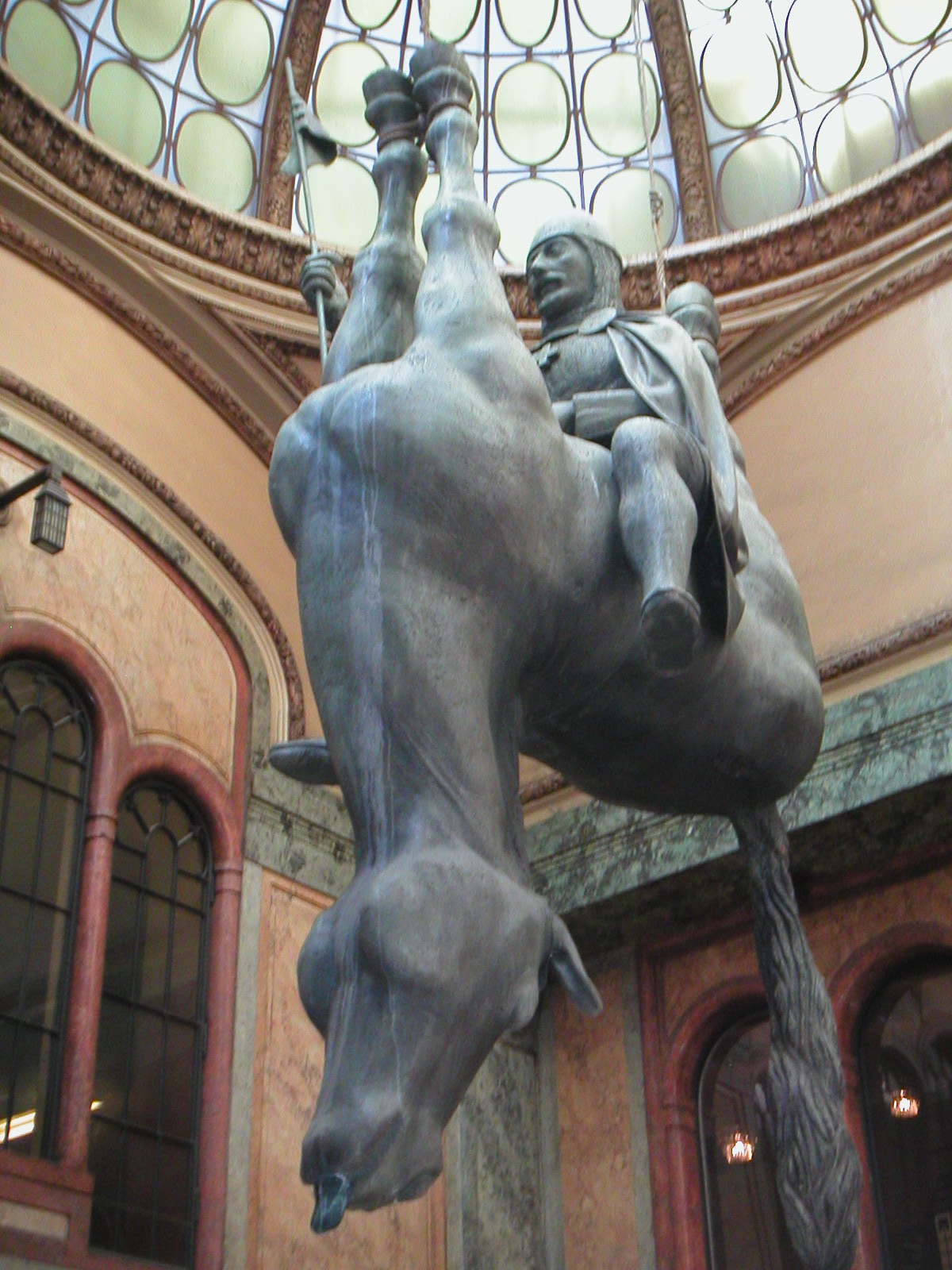
Пародия на памятник святому Вацлаву. 1999. Прага, Дворец Люцерна
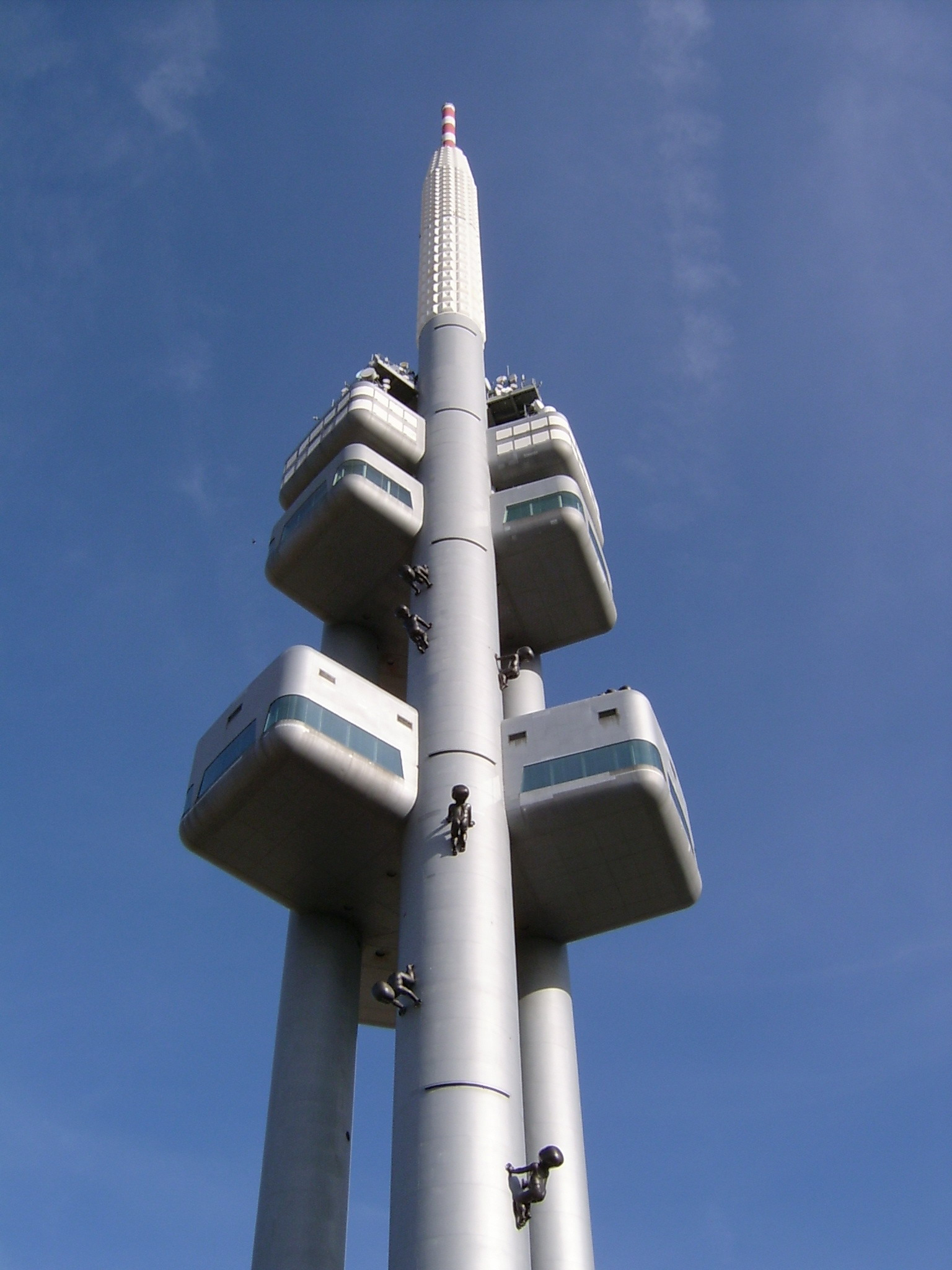
Композиция «Младенцы». 2000. Прага, Жижковская телебашня